# Puchar Świata w biathlonie 2023/2024 – Soldier Hollow
Zawody Pucharu Świata w biathlonie w Soldier Hollow były ósmymi w sezonie 2023/2024 w tej dyscyplinie sportu. Konkurencje rozgrywane były w dniach 9-10 marca 2024. Rywalizacja odbyła się w sprincie, biegu pościgowym i sztafecie.

## Program zawodów
| Dzień    | Konkurencja             | Początek  | Liczba uczestników |
| -------- | ----------------------- | --------- | ------------------ |
| 8 marca  | Sztafeta mężczyzn       | 20:25 CET | 21x4               |
| 8 marca  | Sprint kobiet           | 23:00 CET | 94                 |
| 9 marca  | Sztafeta kobiet         | 20:25 CET | 16x4               |
| 9 marca  | Sprint mężczyzn         | 23:00 CET | 100                |
| 10 marca | Bieg pościgowy kobiet   | 17:00 CET | 55                 |
| 10 marca | Bieg pościgowy mężczyzn | 18:50 CET | 54                 |

## Podium

### Mężczyźni
| Konkurencja                        | 1. miejsce                                                                                   | 2. miejsce                                                                 | 3. miejsce                                                              |
| Sprint (10 km) szczegóły           | Éric Perrot                                                                                  | Émilien Jacquelin                                                          | Johan-Olav Botn                                                         |
| Bieg pościgowy (12,5 km) szczegóły | Johannes Thingnes Bø                                                                         | Tarjei Bø                                                                  | Émilien Jacquelin                                                       |
| Sztafeta (4x7,5 km) szczegóły      | Norwegia Sturla Holm Lægreid · Tarjei Bø · Johannes Thingnes Bø · Vetle Sjåstad Christiansen | Włochy Patrick Braunhofer · Tommaso Giacomel · Didier Bionaz · Lukas Hofer | Niemcy Justus Strelow · Johannes Kühn · Benedikt Doll · Philipp Nawrath |

### Kobiety
| Konkurencja                      | 1. miejsce                                                                                   | 2. miejsce                                                               | 3. miejsce                                                          |
| Sprint (7,5 km) szczegóły        | Justine Braisaz-Bouchet                                                                      | Ingrid Landmark Tandrevold                                               | Lou Jeanmonnot-Laurent                                              |
| Bieg pościgowy (10 km) szczegóły | Lou Jeanmonnot-Laurent                                                                       | Lisa Vittozzi                                                            | Julia Simon                                                         |
| Sztafeta (4x6 km) szczegóły      | Norwegia Juni Arnekleiv · Ida Lien · Karoline Offigstad Knotten · Ingrid Landmark Tandrevold | Niemcy Janina Hettich-Walz · Selina Grotian · Vanessa Voigt · Julia Kink | Szwecja Anna Magnusson · Mona Brorsson · Hanna Öberg · Elvira Öberg |